# David Muñoz Rodríguez
David Muñoz Rodríguez (1950) es profesor e investigador del Tec de Monterrey, Campus Monterrey, especializado en comunicaciones electrónicas.  Él ha estado enseñando a nivel universidad desde 1971 y ha sido director del Centro de Electrónica y Telecomunicaciones desde 1992. Ha publicado numerosos artículos científicos y varios libros. Su trabajo ha sido reconocido por el nivel III de miembros en el Sistema Nacional de Investigadores y por varios premios.

## Vida
Muñoz Rodríguez nació el 30 de agosto de 1949 en Guadalajara, donde estudió su carrera en la Universidad de Guadalajara (1973) con cursos de David Mehl Blum en la Universidad Nacional Autónoma de México. Luego pasó a estudiar su maestría en el Instituto Politécnico Nacional (IPN) en el año 1976 enfocada en electrónica y comunicaciones. Después estudió su doctorado en la Universidad de Essex University of Essex, en Inglaterra en 1979.
Actualmente él vive y trabaja en Monterrey, México.

## Carrera
Muñoz Rodríguez comenzó su carrera de profesor en 1971 en la Universidad Femenina de Guadalajara y en la Universidad de Guadalajara. En 1974, se convirtió profesor del IPN. En 1979, después de haber terminado su doctorado, se convirtió en profesor e investigador con el Centro de Investigación y Estudios Avanzados en el IPN, volviéndose el coordinador académico de comunicaciones y al mismo tiempo jefe de ese mismo departamento, así como del departamento de ingeniería mecánica.
Se unió a su institución actual, Tec de Monterrey, Campus Monterrey en 1992, como profesor de ingeniería eléctrica y director del Centro de Electrónica y Telecomunicaciones. En sus primeros años, reestructuró el programa de maestría en telecomunicaciones para obtener la certificación CONACYT. Actualmente él está con la división de posgrado de la Facultad de Ingeniería y Tecnologías de la Información en el Campus Monterrey, y ha dirigido más de setenta tesis y disertaciones. El profesor es también un miembro de los comités de doctorado del Centro de Investigación y de Estudios Avanzados del Instituto Politécnico Nacional y el Centro de Investigación Científica y de Educación Superior de Ensenada, Baja California.
En 2002, Muñoz Rodríguez se convirtió en miembro de la Cátedra de Investigación en Comunicaciones Inalámbricas y Movilidad. Desde entonces, ha conseguido más de ocho millones de pesos en fondos de subvención a partir de fuentes tales como la Organización de los Estados Americanos, CONACYT, NSF/CONACYT, PEMEX, la Secretaria de Comunicaciones, Arthur D. Little, Motorola y Nortel Networks. También ha realizado investigaciones, consultorías y otros trabajos para compañías como Motorola, Telmex, PEMEX, Arthur D. Little, Bell-Northern Research, Nortel Networks, la Secretaria de Comunicaciones y Transportes y COFETEL. Esto incluye la capacitación y la creación de un programa de pasantías para estudiantes de posgrado con la Investigación de Bell del Norte.
Muñoz Rodríguez ha sido un editor con varias publicaciones académicas y ha servido como juez para el Premio Nacional de las Ciencias y Artes. Él dice "La comunicación es la esencia del ser humano. Si no nos comunicamos, nos deshumanizamos; por lo tanto es algo inherente a nosotros mismos. Por esta razón lo considero importante."
El investigador ha recibido varios reconocimientos por sus enseñanza, incluyendo el Premio a la Labor Docente en 1997 y el Premio a la Labor Docente e Investigación en 2006. En 1984 fue aceptado en el Sistema Nacional de Investigadores y en 1988 consiguió el nivel II de miembros. En 1993 y 1999, fue nombrado "profesor distinguido en telecomunicaciones" por su trabajo respectivamente en Bell Northern Research y en Nortel Networks, y recibió el Premio Nacional de Tecnología Ericsson. En 2012, recibió el premio Rómulo Garza por su carrera en el Tec de Monterrey. Muñoz Rodríguez también es miembro de alto rango del Instituto de Ingenieros Eléctricos y Electrónicos, miembro de la Academia Mexicana de Ciencias desde 2005 y de la Academia Mexicana de Ingeniería desde 2011.
Muñoz Rodríguez ha publicado más de noventa artículos revisados por pares en revistas internacionales y más de cincuenta actas de congresos. Publicó  Sistemas Inalámbricos de Comunicación Personal (2002), otros dos libros y seis capítulos de libros.